# Mesoleptus borealis
Mesoleptus borealis är en stekelart som först beskrevs av Davis 1898.  Mesoleptus borealis ingår i släktet Mesoleptus och familjen brokparasitsteklar. Inga underarter finns listade i Catalogue of Life.